# Прусикін Михайло Олегович
Миха́йло Оле́гович Пруси́кін (рос. Михаил Олегович Прусикин; нім. Michael Prusikin; нар. 19 січня 1978, Харків) — німецький шахіст українського походження, гросмейстер (2004), тренер.

## Життєпис
Михайло Прусикін народився 19 січня 1978 року в місті Харків Української РСР. У шахи почав грати у віці п'яти років.
У 1995 році приїхав із матір'ю і вітчимом як біженець за квотою до Німеччини. Там вступив у шаховий клуб і заробив свій перший рейтинг Ело.
У 1998 році надано звання міжнародного майстра (IM).
У 1999 році виграв турнір молодих майстрів у Цузі, Швейцарія.
У 2000 році став чемпіоном Баварії і вперше брав участь у чемпіонаті Німеччини, де посів четверте місце, того ж року здобув диплом за фахом педагог.
На початку 2004 року здобув звання гросмейстера, виконав усі стандарти, у 2-й Бундеслізі 2000/01, на турнірі GM у Грісгаймі в січні 2003 року і турнірі GM у Мішкольці в березні 2004 року.
У 2005 році посів дев'яте місце на індивідуальному чемпіонаті Німеччини й був членом збірної Німеччини на Кубку Мітропи. Шість разів брав участь у Mitropacup і виграв його 2011 року в Мерлімоні.
У лютому 2015 року посів 30-те місце в рейтингу Німеччини.
У 2012 році нагороджений Федерацією шахів Німеччини як тренер року.
Починаючи з 2017 року веде свою колонку в журналі «Schach» (укр. Шахи).